# Lispe irvingi
Lispe irvingi är en tvåvingeart som beskrevs av Charles Howard Curran 1937. Lispe irvingi ingår i släktet Lispe och familjen husflugor. Inga underarter finns listade i Catalogue of Life.